# Jan Wittoen
Ridder Jan Wittoen, ook weleens Jan Winteyn genoemd, was in 1417 heer van de heerlijkheid Orscamp en burgemeester van het Vrije. 
In het najaar van 1419 vecht hij aan de zijde van hertog Filips de Goede in de slag van Bergen en Vimen. In november 1433 deed een poorter van de stad Gent, Henri van de Camere, hem een proces aan. Die beweerde dat enkele percelen uit de heerlijkheid Orscamp hem toebehoorden. De zaak werd door vijf schepenen van Brugge beoordeeld, in het voordeel van Jan Wittoen. In 1454 verkochten ridder Jan Wittoen en zijn echtgenote Ligarde de heerlijkheid Orscamp aan ridder Lodewijk van Gruuthuse. Beide ridders kregen hiervoor de goedkeuring van hun leenheer, hertog Filips de Goede. De plechtigheid vond plaats ten Burch van Brugghe.
In 2004 kreeg een nieuw bier afkomstig van Oostkamp de naam Wittoen, ter ere van Jan Wittoen.